# Breeding Nunatak
Breeding Nunatak är en nunatak i Antarktis. Den ligger i Västantarktis. Inget land gör anspråk på området. Toppen på Breeding Nunatak är 1 157 meter över havet.
Terrängen runt Breeding Nunatak är lite kuperad. Trakten är obefolkad. Det finns inga samhällen i närheten.